# Kickxia
Genre
Classification APG III (2009)
Kickxia est un genre de plantes herbacées, annuelles ou vivaces, de la famille des Scrophulariaceae selon la classification classique de Cronquist (1981) ou des Plantaginaceae selon la classification phylogénétique. 

## Étymologie
Le nom de Kickxia a été créé en l'honneur du botaniste belge Jean Jacques Kickx.

## Liste des espèces
Le genre compte environ 25 espèces :
- Kickxia aegyptiaca
- Kickxia asparagoides
- Kickxia cabulica
- Kickxia cirrhosa
- Kickxia collenetteana
- Kickxia commutata
- Kickxia corallicola
- Kickxia dentata
- Kickxia elatine
- Kickxia elatinoides
- Kickxia floribunda
- Kickxia glaberrima
- Kickxia gombaultii
- Kickxia hartlii
- Kickxia heterophylla
- Kickxia judaica
- Kickxia lanigera
- Kickxia membranacea
- Kickxia nubica
- Kickxia ovata
- Kickxia papillosa
- Kickxia pendula, îles Canaries
- Kickxia petiolata
- Kickxia petrana
- Kickxia pseudoscoparia
- Kickxia qaraica
- Kickxia sabarum
- Kickxia saccata
- Kickxia sagittata, îles Canaries
- Kickxia scalarum
- Kickxia scariosepala
- Kickxia scoparia, îles Canaries
- Kickxia somalensis
- Kickxia spiniflora
- Kickxia spuria
- Kickxia urbanii
- Kickxia webbiana